# Vena amoris
Vena amoris (z latiny doslova „žíla lásky“) je domnělá žíla, která spojuje prsteník levé ruky přímo se srdcem. Nošení zásnubního a snubního prstenu na prsteníku levé ruky mělo souviset s touto tradiční vírou. Z anatomického hlediska je tato teorie mylná, protože každý prst na ruce má stejnou žilní síť.
Pravděpodobně první, kdo v historii použil k označení spojení dvou jedinců symbolický prsten s drahokamem, byli Egypťané.  Kruh naznačoval věčnou povahu pouta, zatímco otevřený střed symbolizoval bránu k věcem neznámým. Ze starověkého Egypta pochází i první případ užití prsteníku levé ruky k nošení tohoto symbolu lásky. Tradici převzali staří Řekové po dobytí Egypta Alexandrem Velikým. V té době se zásnubní prsteny obvykle vyráběly z konopí, kůže, kosti nebo slonoviny. Ve starém Římě se snubní prsteny postupně začaly vyrábět z kovu (zejména železa). Stříbrné nebo zlaté prsteny byly pořizovány při vzácných příležitostech u zámožnějších párů. Používání zásnubních nebo snubních prstenů se však v Římské říši rozšířilo až ve 2. století před naším letopočtem, což je v rozporu s jinými verzemi, podle nichž byla tato tradice přenesena do Říma již ve 3. století před naším letopočtem.
Macrobius odkazuje na spojení mezi prsteníčkem levé ruky a srdcem ve svých Saturnáliích, ale zdá se, že mluví spíše o nervu než o žíle.
Isidor ze Sevilly se ve své knize De Ecclesiasticis officiis (XX, 8) zmiňuje o spojení jakési žíly se srdcem, aniž by upřesnil které.
V 16. století anglický král Eduard VI. vydal edikt, v němž byl pro snubní prsten určen prsteník levé ruky.
Nejstarší použití termínu vena amoris je připisováno Henrymu Swinburnovi (1551–1624), anglickému církevnímu právníkovi specializujícímu se na kanonické právo, jehož dílo týkající se manželství, puritánské Pojednání o zásnubách a manželských smlouvách, bylo publikováno posmrtně v roce 1686.
Výběr prsteníku pro nošení snubního prstenu se pravděpodobně ustálil až v nedávné době; během 17. století v Anglii nebylo neobvyklé nosit snubní prsten na palci. Galové a Britové nosili prsteny na prostředníčku a výběr pravé nebo levé ruky je závislý na kultuře; kultury hlásají historické spojení s vena amoris, i když některé používají pravý prsteník, kdežto jiné levý. 
Vzhledem k nedostatku spolehlivých zdrojů je možné, že legenda o vena amoris je kombinací starodávných přesvědčení o mystických vlastnostech prsteníku a chytrého marketingu klenotnického průmyslu.